# Rubraea cerasa
Rubraea cerasa is een vlinder uit de familie van de Nymphalidae. De wetenschappelijke naam van de soort is voor het eerst voorgesteld als Acraea cerasa door William Chapman Hewitson in een publicatie uit 1861.

## Verspreiding
De soort komt voor in de bossen van Congo-Kinshasa, Oeganda, Kenia, Rwanda, Tanzania, Malawi, Zambia, Mozambique, Zimbabwe, Zuid-Afrika en Eswatini.

## Waardplanten
De rups leeft op:
- Achariaceae
  - Rawsonia lucida
- Euphorbiaceae
  - Drypetes gerrardii
- Violaceae
  - Rinorea convallarioides

## Ondersoorten
- Rubraea cerasa cerasa (Oost-Kenia, Noord-Tanzania, Zuid-Malawi, Mozambique, Oost-Zimbabwe, Zuid-Afrika, Eswatini)
- Rubraea cerasa cerita Sharpe, 1906 (Oeganda, Rwanda, Tanzania, Noord-Malawi, Zambia)
  - = Acraea cerasa kiellandi Carcasson, 1964
  - = Acraea cerasa kigezia Howarth, 1959